# Ирина Хакамада
Ирина Муцу́овна Хакама́да е руска политическа деятелка, общественичка, преподавателка, водеща предавания, писателка, актриса. Депутатка е в Държавната дума от 1993 до 2003 г.

## Биография
Баща ѝ Муцуо Хакамада е японски комунист, мобилизиран в Квантунската армия, военнопленник в СССР от края на Втората световна война, получава съветско гражданство, после работи като преводач в Гостелерадио. Майка ѝ Нина Синелникова е учителка. Има полубрат (професор, политолог) и полусестра от баща си в Япония и полусестра от майка си.
Завършила е Икономическия факултет на Университета на дружбата между народите „Патрис Лумумба“, има научна степен кандидат на икономическите науки от Московския университет „М. Ломоносов“ и научно звание доцент (1983), преподава политикономия.
Става младши научен сътрудник в Научноизследователския институт на Държавния планов комитет (Госплан) на РСФСР през 1980 г. До началото на 1990-те години преподава във ВТУЗ при Автозавод „Лихачов“ (сега Московски държавен индустриален университет). После се занимава с частен бизнес, става член на Борсовия съвет на Руската стоково-суровинна борса. По-късно преподава в МГИМО и във Финансовата академия при Правителството на РФ.
Членува в КПСС (1984 – 1989). Избрана е за генерален секретар на Партията на икономическата свобода (1992 – 1994). После е председателка на общественото движение „Общо дело“ (1995 – 2000). Съпредседателка е на коалицията Съюз на десните сили (1999 – 2003).
През октомври 2002 г. Хакамада с Йосиф Кобзон взема участие в преговорите с въоръжени терористи в Москва. В резултат от преговорите извежда от завзетия Театрален център на Дубровка 4 заложници, включително 3 деца.
Ирина Хакамада участва в изборите за президент на Русия през март 2004 г., достигайки 4-то място с 2,67 млн. гласа (3,84 %) – най-добрия резултат на кандидатка на всички президентски избори в Русия.
След това е съоснователка и председателка (2004 – 2006) на нерегистрираната Руска демократична партия „Наш избор“, вляла се в политическото движение Руски народно-демократичен съюз, преобразувано в партия през 2007 г. Хакамада напуска партията и заявява, че прекратява политическата си дейност, през 2008 г. Става член на Съвета на политическата Партия на ръста през 2016 г..
Хакамада е член на Съвета при президента на Русия по въпросите на развитието на гражданското обществао и правата на човека от 2012 до 2018 г.
Омъжва се 4 пъти, има син (1978) от първия брак и дъщеря (1997) от последния брак.